# Diocesi di Abaetetuba
La diocesi di Abaetetuba (in latino Dioecesis Abaëtetubensis) è una sede della Chiesa cattolica in Brasile suffraganea dell'arcidiocesi di Belém do Pará. Nel 2022 contava 334.438 battezzati su 669.878 abitanti. È retta dal vescovo José Maria Chaves dos Reis.

## Territorio
La diocesi comprende 8 comuni nella parte nord-orientale dello stato brasiliano di Pará: Abaetetuba, Moju, Barcarena, Tailândia, Acará, Concórdia do Pará, Tomé-Açu e Bujaru.
Sede vescovile è la città di Abaetetuba, dove si trova la cattedrale dell'Immacolata Concezione.
Il territorio ha una superficie complessiva di 28.266 km² ed è suddiviso in 20 parrocchie.

## Storia
La prelatura territoriale di Abaeté do Tocantins fu eretta il 25 novembre 1961 con la bolla Quandoquidem novae di papa Giovanni XXIII, ricavandone il territorio dall'arcidiocesi di Belém do Pará.
Il 4 agosto 1981 per effetto della bolla Qui ad Beatissimi di papa Giovanni Paolo II la prelatura territoriale è stata elevata a diocesi e ha assunto il nome attuale.

## Cronotassi dei vescovi
Si omettono i periodi di sede vacante non superiori ai 2 anni o non storicamente accertati.
- Giovanni Gazza, S.X. † (12 novembre 1962 - 19 settembre 1966 nominato superiore generale dei padri missionari Saveriani)
  - Sede vacante (1966-1970)
- Angelo Frosi, S.X. † (2 febbraio 1970 - 28 giugno 1995 deceduto)
- Flavio Giovenale, S.D.B. (8 ottobre 1997 - 19 settembre 2012 nominato vescovo di Santarém)
- José Maria Chaves dos Reis, dal 3 luglio 2013

## Statistiche
La diocesi nel 2022 su una popolazione di 669.878 persone contava 334.438 battezzati, corrispondenti al 49,9% del totale.
| anno | popolazione | popolazione | popolazione | presbiteri | presbiteri | presbiteri | presbiteri                | diaconi | religiosi | religiosi | parrocchie |
| anno | battezzati  | totale      | %           | numero     | secolari   | regolari   | battezzati per presbitero | diaconi | uomini    | donne     | parrocchie |
| ---- | ----------- | ----------- | ----------- | ---------- | ---------- | ---------- | ------------------------- | ------- | --------- | --------- | ---------- |
| 1966 | 155.000     | 160.000     | 96,9        | 15         |            | 15         | 10.333                    |         | 2         | 11        | 6          |
| 1970 | 175.000     | 185.000     | 94,6        | 15         |            | 15         | 11.666                    |         | 15        | 12        | 6          |
| 1976 | 160.000     | 170.000     | 94,1        | 25         | 1          | 24         | 6.400                     |         | 28        | 26        | 3          |
| 1980 | 185.000     | 205.000     | 90,2        | 36         |            | 36         | 5.138                     |         | 41        | 26        | 6          |
| 1990 | 211.000     | 241.000     | 87,6        | 20         | 2          | 18         | 10.550                    |         | 20        | 25        | 9          |
| 1999 | 344.000     | 369.000     | 93,2        | 19         | 6          | 13         | 18.105                    |         | 15        | 26        | 9          |
| 2000 | 348.000     | 373.000     | 93,3        | 20         | 7          | 13         | 17.400                    |         | 15        | 25        | 9          |
| 2001 | 340.000     | 415.000     | 81,9        | 25         | 9          | 16         | 13.600                    |         | 18        | 36        | 12         |
| 2002 | 344.000     | 421.000     | 81,7        | 25         | 9          | 16         | 13.760                    |         | 18        | 37        | 12         |
| 2003 | 290.500     | 415.000     | 70,0        | 27         | 11         | 16         | 10.759                    |         | 17        | 34        | 12         |
| 2004 | 303.729     | 427.066     | 71,1        | 27         | 11         | 16         | 11.249                    |         | 17        | 33        | 12         |
| 2005 | 317.350     | 446.976     | 71,0        | 26         | 11         | 15         | 12.205                    |         | 16        | 36        | 12         |
| 2006 | 321.000     | 453.000     | 70,9        | 25         | 12         | 13         | 12.840                    |         | 14        | 34        | 12         |
| 2011 | 348.000     | 486.000     | 71,6        | 31         | 17         | 14         | 11.225                    |         | 16        | 28        | 18         |
| 2012 | 351.000     | 490.000     | 71,6        | 32         | 18         | 14         | 10.968                    |         | 16        | 24        | 18         |
| 2015 | 365.775     | 603.788     | 60,6        | 36         | 20         | 16         | 10.160                    |         | 17        | 22        | 16         |
| 2018 | 332.189     | 634.247     | 52,4        | 30         | 23         | 7          | 11.072                    |         | 8         | 22        | 19         |
| 2020 | 335.190     | 648.365     | 51,7        | 30         | 23         | 7          | 11.173                    | 21      | 8         | 26        | 19         |
| 2022 | 334.438     | 669.878     | 49,9        | 33         | 29         | 4          | 10.134                    | 21      | 4         | 20        | 20         |